# Abdopus
Abdopus is een geslacht van inktvissen uit de familie van Octopodidae.

## Soorten
- Abdopus abaculus (Norman & Sweeney, 1997)
- Abdopus aculeatus (d'Orbigny [in Férussac & d'Orbigny], 1834)
- Abdopus capricornicus (Norman & Finn, 2001)
- Abdopus horridus (d'Orbigny, 1826)
- Abdopus tenebricus (E. A. Smith, 1884)
- Abdopus tonganus (Hoyle, 1885)
- Abdopus undulatus Huffard, 2007

### Taxon inquirendum
- Abdopus guangdongensis (Dong, 1976)